# تومبا پیک (بلاشیکا)
تومبا پیک (به لاتین: Tumba Peak) یک قله در یونان است که در بلغارستان واقع شده‌ است. تومبا پیک ۱٬۸۸۰ متر بالاتر از سطح دریا واقع شده‌ است.